# Estrangulamento

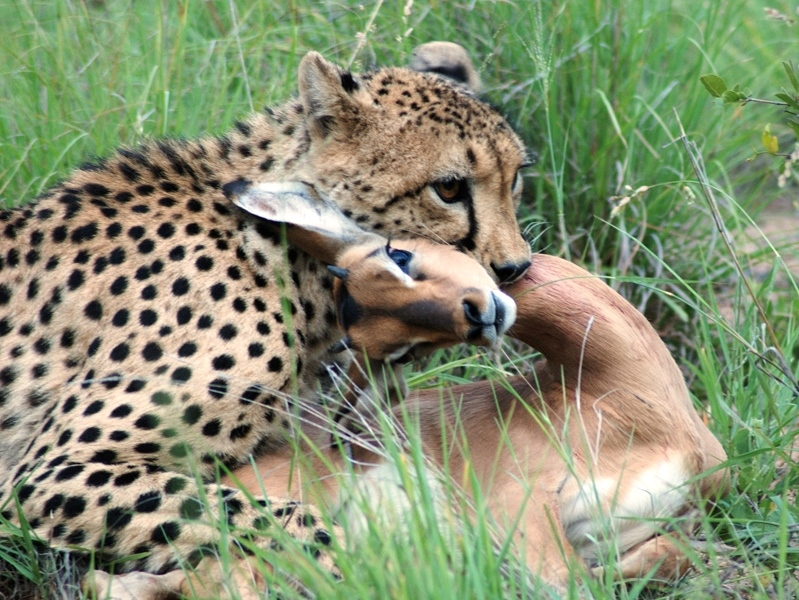
Uma chita estrangulando uma impala.

Estrangulamento é o ato que consiste em pressionar o pescoço interrompendo o fluxo de oxigênio para o cérebro, podendo levar à inconsciência ou mesmo à morte.
O estrangulamento ocorre através do uso de objetos diversos, como cordas, cintos e até barras de ferro, que proporcionam lesões distintas, podendo ser verificada na vítima a existência de um ou múltiplos sulcos horizontais (devido à tentativa de resistência), de profundidade uniforme, que não se interrompe e se localiza no meio do pescoço.
Existe também o estrangulamento antebraquial que ocorre através da constrição do pescoço pela ação do braço e do antebraço sobre a laringe, o que é popularmente chamado como gravata ou mata-leão.
Caso sejam usadas as mãos para provocar a constrição no pescoço da vítima, a medicina forense chama este ato de esganadura.
A maioria dos casos de estrangulamento estão ligados a crimes, mas há também pessoas que praticam asfixiofilia, a restrição intencional de oxigênio ao cérebro para fins de excitação sexual. 